# Markušovská transgresia paleogénu
Markušovská transgresia paleogénu je přírodní památka v oblasti Slovenský ráj.
Nachází se v katastrálním území obce Markušovce v okrese Spišská Nová Ves v Košickém kraji. Území bylo vyhlášeno v roce 1987 na rozloze 6,97 ha. Ochranné pásmo nebylo stanoveno.